# Melano
Melano är en ort i kommunen Val Mara i kantonen Ticino, Schweiz. Orten var före den 10 april 2022 en egen kommun, men slogs då samman med kommunerna Maroggia och Rovio till den nya kommunen Val Mara. Melano ligger vid Luganosjön.